# Zajk
Zajk (cigányul: Szajku) község Zala vármegyében, a Letenyei járásban, a Zalai-dombságban, az Egerszeg–Letenyei-dombság területén.

## Fekvése
Letenyétől 7 kilométerre északra terül el, a városból Bázakerettyéig vezető 7540-es út mentén. A Fintafai-patak partján, erdős hegyekkel szegélyezett völgyben fekszik.

## Története
1292 az első év, amikor forrás említi a falut. Első hivatalos levéltári említése 1352-ből való. 1360-ra már Zayk néven találhatjuk a falut. Az 1300-as évek második felében már a Zayky család birtoka, hosszú ideig a család kezén is maradt. A családot később Zichy néven lelhetjük fel. Kutatók feltételezései szerint Zajk temploma egykoron a ma „Pusztatemető”-nek nevezett dombon, a falutól északra állt.

## Közélete
A településen polgárőrség működik.

### Polgármesterei
- 1990–1994: Hóbor Károlyné (független)[5]
- 1994–1998: Hóbor Károlyné (független)[6]
- 1998–2002: Hóbor Károlyné (független)[7]
- 2002–2006: Hóbor Károlyné (független)[8]
- 2006–2010: Bagladi Róbert (független)[9]
- 2010–2014: Bagladi Róbert (független)[10]
- 2014–2019: Grózner Tiborné (független)[11]
- 2019–2024: Grózner Tiborné (független)[12]
- 2024– : Grózner Tiborné (független)[1]

## Népesség
A település népességének változása:
| Lakosok száma | 248  | 241  | 230  | 217  | 203  | 209  | 192  |
|               | 2013 | 2014 | 2015 | 2021 | 2022 | 2023 | 2024 |

A 2011-es népszámlálás idején a nemzetiségi megoszlás a következő volt: magyar 70,8%, cigány 29,15%. A lakosok 91,8%-a római katolikusnak, 1,3% felekezeten kívülinek vallotta magát (6% nem nyilatkozott).
2022-ben a lakosság 70,4%-a vallotta magát magyarnak, 26,6% cigánynak, 0,5% németnek, 0,5% szlovénnek, 1% egyéb, nem hazai nemzetiségűnek (12,8% nem nyilatkozott; a kettős identitások miatt a végösszeg nagyobb lehet 100%-nál). Vallásuk szerint 62,1% volt római katolikus, 1,5% református, 1,5% görög katolikus, 1,5% egyéb keresztény, 1% egyéb katolikus, 8,4% felekezeten kívüli (24,1% nem válaszolt).

## Nevezetességei
- Boldog Buzád-kilátó a településtől délre levő szőlőhegyen
- Régi nádtetős boronapince a kilátónál
- Szentlélek-kápolna, mellette világháborús hősi emlékmű

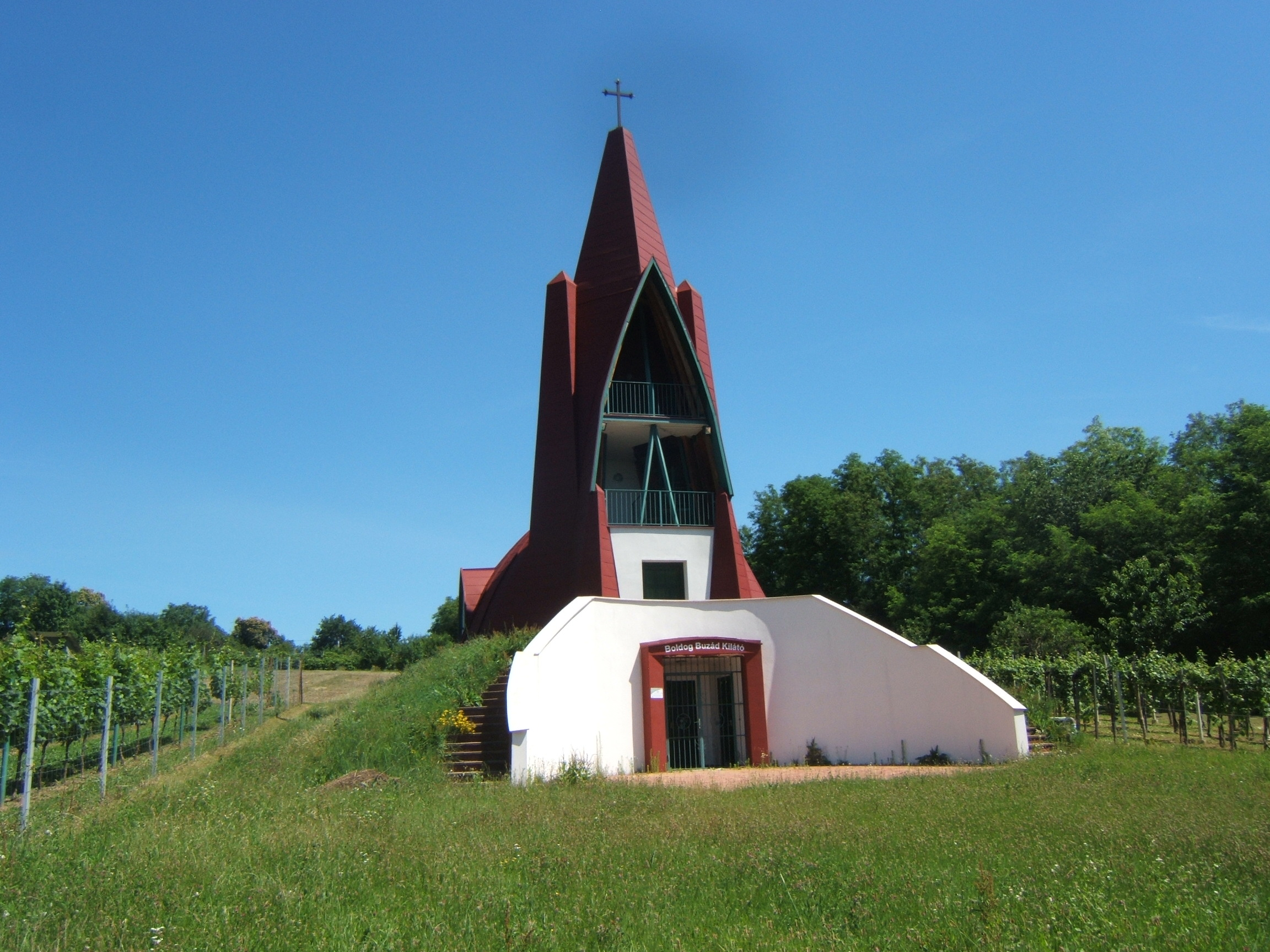
A kilátó